# Jaurekaska

Jaurekaska är en udde som ligger vid en fors efter Vägen västerut upp mot Stora Sjöfallet mellan sjöarna Langas och Stora Lulevatten i Lappland. År 1919 byggdes en smalspårig järnväg, en s.k. décauvillebana, över morkan som ett led i att skapa  fungerande transportvägar vid byggandet av Suorvadammen. Det effektivaste sättet att frakta material var nämligen att göra det via järnvägen till Luleluspen och sedan via båt över de två sjöarna, men då krävdes järnväg för att man skulle kunna tralla byggmaterialet mellan dem. Ytterligare en décauvillebana anlades av samma skäl vid Stora Sjöfallet, men den revs så sent som på 1980-talet vilket gör banan vid Jaurekaska till ett viktigt industriminne. Vid omlastningsplatsen i Jaurekaska fanns  även bryggor med handkranar, materialbodar och manskapsbaracker som ännu finns kvar. Miljön är därför välbevarad i sin helhet. Fram till 1962 när Vägen Västerut (Länsväg BD 827) anlades pågick en livlig sjötrafik med pråmar, bogserbåtar och turistbåtar med mycket personal både ombord på båtarna och vid omlastningsplatserna. Men därefter tog lastbilstrafik över transporterna och sjötrafiken upphörde helt när även turisterna övergick till att resa med bil och buss. Banan övergavs och var nerlagd fram till 1995 då Stig Tranberg, boende i Västra Kirjaluokta, återupptäckte den. Han samlade en grupp intresserade och bildade den ideella föreningen Båtklubben Trallgänget. År 1997 överlät Vattenfall banan med tillhörande mark och byggnader till Båtklubben Trallgänget som rustade upp den och skapade en fungerande museijärnväg. En höjdpunkt för föreningen var när Svenska Motorvagnsklubben anordnade en resa för sina medlemmar bl.a. till Jaurekaska.
Hästdragna transportvagnar användes för att dra vagnarna fram till 1937. Då infördes motorloksdrift på decauvillebanorna. Av ett gammalt bilchassi byggdes även en enkel motortralla som användes av STF för att transportera turister, och deras bagage, som skulle till Stora Sjöfallet, Saltoluokta och andra stugor i dalen och kanske vidare till Sarek nationalpark. Motortrallorna kunde dra upp till åtta transporttrallor, som fram till 1950 bromsades med spak. Den motortralla som användes i Stora Sjöfallet och som konstruerades av bröderna Sten och Martin Lundkvist från Piteå är den enda som bevarats till idag. Denna motortralla omhändertogs av det lokala företaget Fiskeflyg vars ägare är släkt med konstruktörerna och skänktes vid slutet av 1990-talet till Båtklubben Trallgänget som äger  underhåller banan och bedriver småskalig transporttrafik sommartid för fiskare, fjällvandrare och tågentusiaster. En förutsättning för att åka på den är att bli medlem i denna ideella förening, som dessutom har en liten stuga till uthyrning.